# Puccinia pattersoniana
Puccinia pattersoniana ist eine Ständerpilzart aus der Ordnung der Rostpilze (Pucciniales). Der Pilz ist ein Endoparasit von Brodiaea douglasii sowie von Agropyron-, Elymus- und Sitanion-Süßgräsern. Symptome des Befalls durch die Art sind Rostflecken und Pusteln auf den Blattoberflächen der Wirtspflanzen. Sie kommt im westlichen Nordamerika vor.

## Merkmale

### Makroskopische Merkmale
Puccinia pattersoniana ist mit bloßem Auge nur anhand der auf der Oberfläche des Wirtes hervortretenden Sporenlager zu erkennen. Sie wachsen in Nestern, die als gelbliche bis braune Flecken und Pusteln auf den Blattoberflächen erscheinen.

### Mikroskopische Merkmale
Das Myzel von Puccinia pattersoniana wächst wie bei allen Puccinia-Arten interzellulär und bildet Saugfäden, die in das Speichergewebe des Wirtes wachsen. Die in verstreuten Punkten wachsenden Aecien der Art besitzen 23–28 × 19–22 µm große, breitellipsoide bis kugelige und hyalin-hellgelbliche Aeciosporen. Die gelbbraunen Uredien der Art wachsen oberseitig auf den Blättern der Wirtspflanze. Ihre goldbraunen Uredosporen sind für gewöhnlich breit eiförmig, 29–33 × 21–25 µm groß und fein stachelwarzig. Die blattoberseitig wachsenden Telien der Art sind hell haselnussbraun, pulverig und früh unbedeckt. Die goldenen bis hell haselnussbraunen Teliosporen des Pilzes sind zweizellig, in der Regel ellipsoid und 32–38 × 18–21 µm groß. Ihre Stiele sind hyalin und bis zu 95 µm lang.

## Verbreitung
Das bekannte Verbreitungsgebiet von Puccinia pattersoniana umfasst den Westen der USA und Kanadas.

## Ökologie
Die Wirtspflanzen von Puccinia pattersoniana sind für den Haplonten Brouderiaea douglasii sowie Agropyron-, Elymus- und Sitanion-Arten für den Dikaryonten. Der Pilz ernährt sich von den im Speichergewebe der Pflanzen vorhandenen Nährstoffen, seine Sporenlager brechen später durch die Blattoberfläche und setzen Sporen frei. Die Art verfügt über einen Entwicklungszyklus mit Telien, Uredien, Spermogonien und Aecien und macht einen Wirtswechsel durch.